# Sphaerotheciella sphaerocarpa
Sphaerotheciella sphaerocarpa är en bladmossart som beskrevs av Fleischer 1914. Sphaerotheciella sphaerocarpa ingår i släktet Sphaerotheciella och familjen Cryphaeaceae. Inga underarter finns listade i Catalogue of Life.